# Европейска асоциация на фестивалите
Европейската асоциация на фестивалите (на английски: European Festivals Association) е професионална, неправителствена и неполитическа международна асоциация с нестопанска цел.
Основана е в Женева през 1952 г. по съвместна инициатива на диригента Игор Маркевич и на философа Денис дьо Ружмон. Нейното официално седалище е в Гент, Белгия. Настоящ президент е Дарко Бърлек (Darko Brlek).
Включва 15 фестивала, съставляващи ядрото на организацията: Екс-ан-Прованс, Байройт, Берлин, Безансон, Бордо, Флоренция, Нидерландия, Люцерн, Мюнхен, Перуджа, Страсбург, Венеция, Виена, Висбаден и Цюрих. Основателите са ангажирани с качеството и социалната отговорност на фестивалите.

## Произход
Създаването на сдружението съвпада с други постижения в края на 1940-те и началото на 1950-те години, насочени към „побратимяването“ на страните в Европа след Втората световна война. Дени дьо Ружмон подчертава голямата необходимост от културна интеграция на Европа, което личи и по думите на Жан Моне: „Ако трябва да се направи отново, бих започнал с културата“.
EFA е най-голямата професионална организация както за интердисциплинарни фестивали, така и за фестивали за сценични изкуства (музика, театър, танц) в Европа.

## Развитие
EFA е мрежа за арт фестивали, представляващи всякакъв вид изкуства в над 40 европейски страни. – Швеция, Швейцария, Финландия, Дания, Белгия, Испания и Португалия, Италия, Франция, Австрия, Германия, Гърция, Турция, през където се достигат връзки и в Ливан, Израел, Мексико, Япония, Армения и Обединените арабски емирства и др.
Членовете на EFA споделят значителни художествени, културни, социални и политически цели. Много от тях, чрез културна обвързаност, си взаимодействат и създават странични проекти, с различна насоченост.
Въпреки че фестивалите се провеждат в определен местен контекст, асоциацията ги подпомага в тяхното популяризиране и развитие, за да може да се създаде международен културен обмен. Също така предоставя условия за съвместна работа, обмен на идеи, стимулиране на креативността, разширяване на хоризонтите и създаване на нова динамика и взаимодействие.

## Цели
Сдружението преследва следните цели:
- да насърчава глобалното значение и репутация на арт фестивалите по целия свят и по-специално тези в Европа;
- да насърчава международното сътрудничество между фестивали и други подобни организации;
- да представя фестивалите в национални и международни организации;
- да насърчават и да бъдат активни в обмена на знания, информация и опит между фестивали;
- да разработва координиран подход по отношение на творци, публика и органи;
- да предприема всякакви инициативи, които помагат на целите.

## Структура
Асоциацията има постоянен секретариат в Гент, Белгия, ръководена от генералния секретар. Сред отговорностите му са: разпространяване на информация за членуващите фестивали и публикуване на различни материали за приноса на асоциацията и нейните членове. Тя също има свой офис в Брюксел (Белгия), в Европейската къща за култура.
Върховен орган на сдружението е Общото събрание, което се свиква веднъж годишно. Функционирането на Европейската асоциация на фестивалите е предвидено в нейния устав, който е изложен на сайта на организацията.
Чрез промяна в устава си от 1997 г., EFA придобива статут на представителна организация на европейските фестивали. Днес 13 национални и регионални асоциации са част от EFA, които представляват повече от 1000 арт фестивала.

## Културни връзки
- „AAPAF“ (Асоциация на азиатските сценични изкуства)
- „Душа за Европа“ (Инициатива, която се бори за културния потенциал на Европа във всички области на политиката)
- „CEA“ (Политическа платформа за изкуство и култура)
- „IETM“ (Международна мрежа за съвременни приложни изкуства)
- „EMC“ (Европейски музикален съвет)
- „ISPA“ (Международно общество за сценични изкуства) Архив на оригинала от 2010-12-25 в Wayback Machine.
- „PEARL“ (Европейска лига на асоциациите на работодателите в областта на сценичните изкуства)
- „OTM“ (Информация за международна мобилност в културния сектор)